# Восстановление независимости Эстонии
Восстановление независимости Эстонии (эст. Eesti taasiseseisvumine) — политический процесс восстановления независимого эстонского государства в период распада СССР.

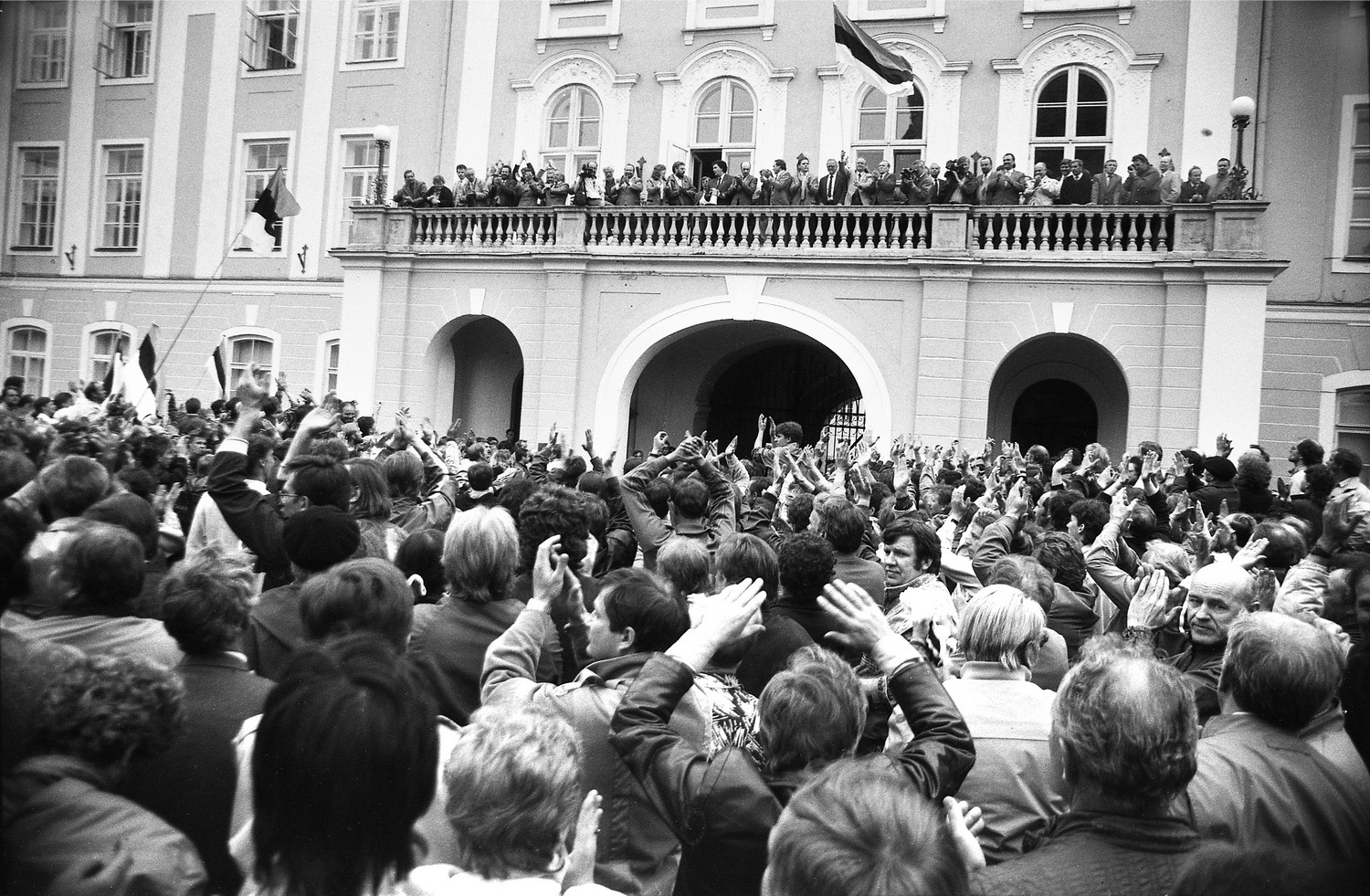
Митинг за выход Эстонии из состава СССР перед зданием Верховного Совета ЭССР на Тоомпеа, 15 мая 1990 года

## Предыстория
За семь дней до заключения Брестского мирного договора между РСФСР и Центральными державами, 24 февраля 1918 года в Таллине была провозглашена независимая Эстонская республика. Независимость была достигнута на основе желания Советской России выйти из Первой мировой войны, а также в ходе Эстонской освободительной войны.
2 февраля 1920 года Советская Россия и Эстония подписали Тартуский мирный договор о взаимном признании.
22 сентября 1921 года Эстония стала членом Лиги наций.
В результате раздела сфер влияния между СССР и Германией в 1939 году, Эстонии в сентябре 1939 года Советским Союзом был навязан «Пакт о взаимопомощи», а 6 августа 1940 года Эстония была включена в состав СССР. В период с 7 июля 1941 по 24 ноября 1944 года территория Эстонии была оккупирована нацистской Германией. После того как советские войска восстановили контроль над территорией Эстонии она вновь была включена в состав СССР. США и ряд других стран это включение признали де-факто и не признали де-юре.
С 1940 по 1953 годы вооружённое сопротивление советской власти оказывали отряды «лесных братьев». После подавления этого сопротивления военной силой в Эстонии продолжало существовать диссидентское движение. В 1953—1964 годы в Эстонии наметилась либерализация общественной жизни, которая была обусловлена политикой центрального руководства КПСС того времени, но при Л. И. Брежневе она была свёрнута. Это повлекло за собой открытое проявление политического инакомыслия в республике. В частности, в 1980 году сорок представителей интеллигенции, учёных и деятелей культуры ЭССР направили в  газеты «Правда», «Советская Эстония» и «Рахва Хяэль» так называемое «Письмо сорока», в котором призвали центральные советские власти уважать эстонский язык и эстонскую культуру и остановить русификацию республики.

## Ход событий
В 1987 году началось национальное пробуждение, вызванное Перестройкой советского общества, объявленной новым лидером СССР Михаилом Горбачёвым. Протесты против системы стали открытыми и частыми.
3 апреля 1987 года планы правительства начать разработку фосфоритного месторождения на севере Эстонии привели к кампании протестов в средствах массовой информации и возникновению движения «зелёных». Противники проекта утверждали, что разработка месторождения неизбежно нарушит водоснабжение всех прилегающих областей; в 1971 году для предотвращения добычи фосфоритов был создан первый в Советском Союзе Лахемааский национальный парк. По состоянию на 2014 год имеющиеся в Эстонии фосфориты не добывались.
26 сентября 1987 года в газете тартуского городского комитета КПЭ «Edasi» (с эст. — «Вперёд») было опубликовано предложение об экономической автономии Эстонии в составе СССР. Была разработана соответствующая программа, получившая название Экономически независимая Эстония (эст. Isemajandav Eesti, сокращённо IME (с эст. — чудо)). Предложение было негативно воспринято центральными властями как сепаратизм.

### Поющая революция
В 1988 году началась сильная политическая активизация общества. В ночь с 13 на 14 апреля был создан Народный Фронт Эстонии (эст. Rahvarinne) под руководством Эдгара Сависаара — новое общественно-политическое движение в поддержку перестройки. Народный фронт быстро стал самым массовым движением в Эстонии. 10-14 июня на поле Таллинского песенного фестиваля (Певческом поле) во время ежегодного фестиваля десятки тысяч человек пели патриотические песни под сине-чёрно-белыми флагами. События лета 1988 года в странах Балтии известны теперь как «Поющая революция». 17 июня делегация Коммунистической партии Эстонской ССР на XIX партконференции КПСС в Москве внесла предложение о беспрецедентном разделении полномочий во всех сферах общественной, политической и экономической жизни в СССР и их передаче республиканским органам власти.
Появилось более радикальное национальное движение, нацеленное на достижение независимости. В августе 1988 года появилась первая оппозиционная политическая партия — Партия национальной независимости Эстонии (ПННЭ). 16 ноября 1988 года Верховный Совет Эстонской ССР объявил о суверенитете Эстонии.
23 августа 1989 года была проведена акция «Балтийская цепь», в ходе которой в ознаменование 50-й годовщины «пакта Молотова — Риббентропа» в Эстонии, Латвии и Литве между Таллином и Вильнюсом была образована цепочка из взявшихся за руки людей протяжённостью свыше шестисот километров.
12 ноября Верховный Совет Эстонской ССР аннулировал декларацию Второго государственного совета от 22 июля 1940 года о вхождении ЭССР в СССР.
16 ноября Верховный Совет Эстонской ССР большинством голосов принял декларацию о суверенитете.
24 февраля 1990 года состоялись выборы в Конгресс Эстонии, представлявший лиц, бывших гражданами Эстонской Республики до 6 августа 1940 года (дата вхождения ЭССР в состав СССР) и их потомков.
18 марта 1990 года произошли свободные выборы уже в сам Верховный Совет ЭССР, куда избирались все важнейшие политические силы на тот момент.
23 марта того же года Коммунистическая партия Эстонии объявила о выходе из КПСС.

### Противодействие независимости
С целью защитить консервативные советские ценности и сделать всё возможное, чтобы блокировать действия эстонского Народного фронта, 19 июля 1988 года в Эстонской ССР было основано политическое движение и организация «Интерфронт» (позже переименованное в «Интердвижение»), членами которого по разным данным было 16 000—100 000 человек.
Интердвижение функционировало на промышленных предприятиях, в основном, на военных заводах и фабриках, которые в то время имели всесоюзное значение. На данных заводах работали в основном привезенные в Эстонскую ССР граждане других республик. Поскольку Эстонии не требовались такое количество заводов и фабрик, большая часть эстонской тяжелой промышленности была частью объединённой производственной цепочки и была связана с обеспечением производственных отраслей в других советских республиках. Среди работников предприятий, были распространены опасения, что независимость приведет к потере рабочих мест.
По словам бывшего генерала КГБ Олега Калугина, «Интердвижение» в Эстонии и в других частях СССР было установлено по инициативе КГБ, в качестве противовеса Народным фронтам, воспринимаемым как националистические организации.

### Распад СССР
30 марта 1990 года Верховный Совет ЭССР принял постановление о государственном статусе Эстонии. Заявив, что «оккупация Эстонской Республики Советским Союзом 17 июня 1940 года» не прервала де-юре существования Эстонской Республики, Верховный совет объявил государственную власть Эстонской ССР незаконной с момента её установления и провозгласил начало восстановления Эстонской Республики. Был объявлен переходный период до формирования конституционных органов государственной власти Эстонской Республики. Президент СССР М. C. Горбачёв своим указом объявил это постановление недействительным.
8 мая того же года Верховный Совет ЭССР принял закон о признании недействительным наименования «Эстонская Советская Социалистическая Республика» и о восстановлении названия «Эстонская Республика». Также согласно этому закону было прекращено использование герба, флага и гимна Эстонской ССР в качестве государственных символов и восстановлено действие Конституции Эстонской Республики 1938 года (где в статье 1 указано, что Эстония является самостоятельной и независимой республикой). Через 8 дней был принят закон об основах временного порядка управления Эстонией, согласно которому прекращалась подчиненность органов государственной власти, государственного управления, органов суда и прокуратуры республики соответствующим органам власти Союза ССР и они отделялись от соответствующей системы СССР. Было объявлено, что отношения между республикой и Союзом ССР отныне строятся на основе Тартуского мирного договора, заключенного между Эстонской Республикой и РСФСР 2 февраля 1920 года.

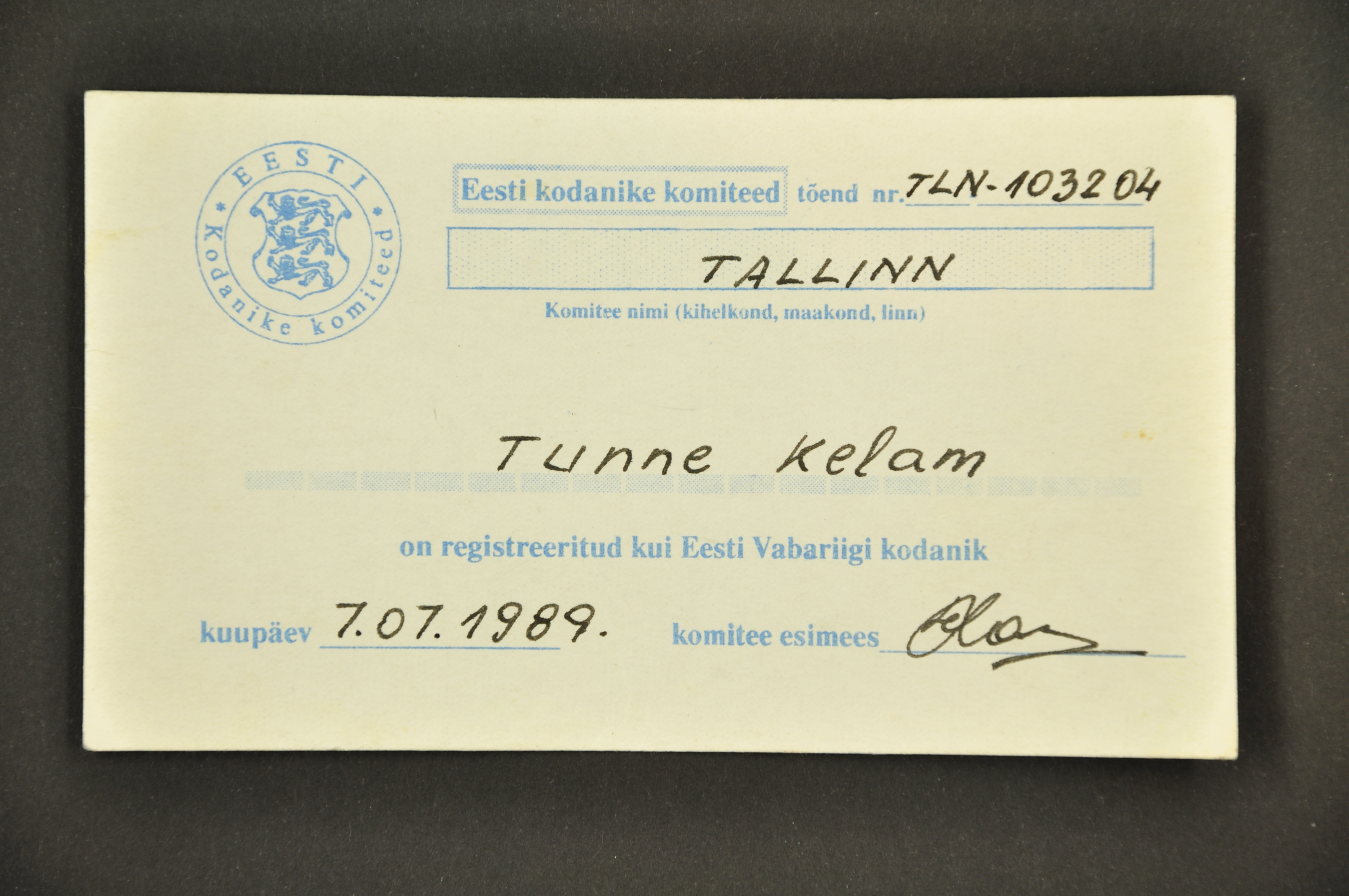
Регистрационная карточка о гражданстве Эстонии с 1989

12 января 1991 года Председатель Верховного Совета РСФСР Борис Ельцин совершил визит в Таллин, в ходе которого подписал с Председателем Верховного Совета Эстонской Республики Арнольдом Рюйтелем Договор об основах межгосударственных отношений РСФСР с Эстонской Республикой. В статье I Договора стороны признали друг друга независимыми государствами. В статье IV Договора содержалось положение о том, что стороны признают «за гражданами другой Договаривающейся Стороны, а также лицами без гражданства, проживающими на её территории, независимо от их национальной принадлежности» право на «выбор гражданства согласно законодательству страны проживания и Договору, заключённому между Российской Советской Федеративной Социалистической Республикой и Эстонской Республикой по вопросам гражданства». Поддержка Российской Федерации оказала существенное влияние на ситуацию: когда советские войска использовали силу для попыток восстановить контроль в Прибалтике, Эстонии удалось избежать человеческих жертв, которые сопровождали противостояние в Литве и Латвии.
3 марта состоялся референдум по вопросу независимости Эстонской Республики, в котором приняли участие лишь правопреемные граждане Эстонской Республики (в основном эстонцы по национальности), а также лица, получившие так называемые «зелёные карточки» Конгресса Эстонии (условием получения карточки было устное заявление о поддержке независимости Эстонской Республики. Было выдано около 25 000 карточек, их обладателям впоследствии было предоставлено гражданство Эстонской Республики). 78 % проголосовавших поддержали идею национальной независимости от СССР.
Эстония бойкотировала состоявшийся 17 марта Всесоюзный референдум о сохранении Союза ССР, но в северо-восточных районах, населённые преимущественно русскими, местные власти организовали голосование.
В начале переворота 19 августа ГКЧП направил из Пярну, Вильянди и Выру в направлении Таллина советские войска. На аэродром в Таллине прибыли 50 десантников. Кайтселийт отправил людей на защиту объектов в столице, на площади Тоомпеа началось сооружение баррикад.
20 августа 1991 года Верховный Совет Эстонии принял постановление «О государственной независимости Эстонии», которое подтвердило независимость республики. 23 августа в Таллине была сброшена с постамента статуя Ленина, стоявшая перед зданием Центрального комитета Коммунистической партии Эстонии. Утром 21 августа советские десантники атаковали и захватили несколько этажей Таллинской телебашни, но после провала переворота освободили объект.

### Независимость
Первыми 22 августа независимость Эстонии признали Исландия и Литва, 23 августа — Латвия и Россия, 24 августа — Дания и Венгрия. Финляндия, де-юре не признававшая присоединение Эстонии к СССР, восстановила с ней дипломатические отношения 28 августа. 2 сентября независимость Эстонии признали США.
6 сентября Государственный Совет СССР официально признал независимость Эстонии.
Согласно официальной позиции Эстонии, независимость Эстонской республики, провозглашенной 24 февраля 1918 года, была восстановлена 20 августа 1991 года . 18 декабря был упразднён КГБ Эстонской ССР.
К концу 1991 года дипломатические отношения с Эстонской республикой установили многие страны, включая США, Великобританию и Канаду. 17 сентября 1991 года Эстония стала полноправным членом ООН.
28 июня 1992 года на референдуме была принята 4-я конституция Эстонии, которая декларировала преемственность по отношению к государству, аннексированному в 1940 году Советским Союзом и подтверждала восстановление Эстонской республики путём реституции и возвращение к государственному строю, действовавшему до 1940 года.

## Память
20 августа в Эстонии празднуется День восстановления независимости Эстонии.